# El Rincón de Almendricos
El Rincón de Almendricos est un site archéologique de la culture d'El Argar, datée de l'Âge du bronze. Il est situé à environ un kilomètre au nord-est d'Almendricos (es), dans la municipalité de Lorca, dans la région de Murcie, en Espagne.

## Situation
Contrairement à la majorité des sites connus de la culture d'El Argar, situés sur des collines facilement défendables, El Rincón de Almendricos est une localité construite dans la plaine. Avec Los Cipreses ou La Escarihuela, elle constitue le plus grand ensemble d'éléments de cette culture connu en plaine. La municipalité de Lorca a livré au moins 23 locus appartenant à cette période et, peut-être, jusqu'à 66, ce qui en fait la commune la plus riche en vestiges de la culture d'El Argar. L'étude des établissements de la région suggère une hiérarchie territoriale, dont le centre politique serait situé dans la ville de Lorca elle-même. El Rincón de Almendricos est situé à quatre kilomètres d'un gisement de cuivre, la mine Santa Isabel, qui contient des carbonates comme la malachite et l'azurite.
Le site est entouré de petites localités, telles que Cabezo Armao de Abajo et La Alcanara, à 6 km au nord-est, Cabezo Lirón  à 5 km au sud-est et à proximité, Cortijo Pino Real. Il existe également deux localités en hauteur à 4,5 km, séparées l'une de l'autre par une cinquantaine de mètres seulement : Cabezo de las Piedras et Cerro del Moro, qui dominent le passage naturel entre les montagnes et la côte.

## Description
Comme les autres établissements de la plaine de Lorca, El Rincón de Almendricos ne présente aucun type d'architecture défensive.
Fouillé par Maria M. Ayala Juan, El Rincón de Almendricos est un petit site destiné à la production agricole, en particulier aux légumineuses, bien que l'orge soit également présente. Des vergers, aux besoins en eau plus importants, permettent de fournir une hypothèse pour l'installation en plaine, les localités situées sur les hauteurs étant essentiellement basées sur les productions extensives et pluviale. Des conduites d'eau ont été découvertes, ce qui pourrait corroborer l'hypothèse selon laquelle les systèmes d'irrigation étaient utilisés pour l'horticulture, bien qu'il puisse également s'agir de canaux de drainage.

## Vestiges archéologiques
Onze sépultures ont été trouvées sur le site : huit cistes et trois urnes funéraires en céramique ou pithoi. Les dalles de pierre utilisées pour les sépultures en cistes étaient scellées avec de petits fragments laminaires et protégées par des rangées de pierres disposées autour. Les trois urnes, qui correspondent à des sépultures individuelles d'enfants, étaient recouvertes de dalles de pierre. Il y aurait aussi un enterrement dans une fosse, délimitée par des pierres.
Parmi le mobilier funéraire mis au jour figurent deux boucles d'oreilles en argent et divers artéfacts en cuivre ou en bronze, tels que des bagues, des poignards triangulaires à rivets, des poinçons et une épée, qui est l'arme principale de l'époque et dont seuls douze spécimens ont été trouvés dans toute la zone d'El Argar,,.
Une tombe commémorative appelée cénotaphe a également été identifiée, mais sans restes humains.